# Pseudoceratoppia logipilis
Pseudoceratoppia logipilis är en kvalsterart som först beskrevs av R. Moniez 1894.  Pseudoceratoppia logipilis ingår i släktet Pseudoceratoppia och familjen Ceratoppiidae. Inga underarter finns listade i Catalogue of Life.